# Bagas Lombang
Bagas Lombang is een bestuurslaag in het regentschap Tapanuli Selatan van de provincie Noord-Sumatra, Indonesië. Bagas Lombang telt 659 inwoners (volkstelling 2010).